# HD 169111
HD 169111，又名BD+11 3442，SAO 103648、HR 6883，是一颗恒星，视星等为5.89，位于銀經40.53，銀緯11.79，其B1900.0坐标为赤經18h 17m 56.1s，赤緯+11° 11.79′ 48″。